# Règles linguistiques
Une langue est régie par un groupe de règles non-dites. Ces règles peuvent être de nature phonologiques, sémantiques, syntaxiques, pragmatiques, prosodiques, ou encore, idiosyncrasiques. Ces règles déterminent de quelle façon une langue est écrite, parlée et interprétée.

## Phonologie
Les règles phonologiques déterminent l’organisation systématique des sons. Ce sont elles qui définissent quel son pourrait avoir un symbole ou une lettre de l'alphabet. Par exemple, dans la langue anglaise « cough », les lettres « g » et « h » produisent un son qui équivaut à un « f »; alors que dans le mot « although », toujours en anglais, ces deux mêmes lettres sont muettes.

## Sémantique
La sémantique est la relation entre les signes (unités d'expressions) et leurs référents. Ces règles sémantiques définissent les signifiés (la représentation mentale du concept) associés aux signes. Celles-ci sont propres à chaque unité d'expression et langage.

## Syntaxe
De par sa définition, la « syntaxe » étudie la façon dont les mots se combinent pour former des énoncés grammaticalement corrects dans une langue.
Par conséquent, les règles syntaxiques sont les règles utilisées en matière de communication afin d'organiser ou d'ordonner un énoncé. L’ordre des mots est très important. En l'absence de règles syntaxiques, qui sont là pour structurer un énoncé, aucune communication ne peut avoir lieu. En d’autres termes, sans règles syntaxiques, une incompréhension régnerait, puisque cela voudrait dire qu'il n'y aurait pas de structure d'énoncé fondamentale sur laquelle il serait possible de s'appuyer.

## Pragmatique
Les règles pragmatiques sont les règles utilisées en matière de communication sociale. Celles-ci dépendent du contexte dans lequel les éléments du langage sont employés. La pragmatique peut inclure l'utilisation des éléments de langages à des fins différentes : l'adaptation de la langue de sorte que chaque individu au sein d’un groupe puisse comprendre ; ou encore l'acclimatation aux règles sociales importantes. La pragmatique est fondamentale puisque celle-ci prend en considération les règles clés présentes dans une culture ou une société. De façon simultanée, elle prend également en compte les relations déjà établies entre individus, ainsi que le genre de langage employé dans les différentes situations.

## Prosodie
Les règles prosodiques sont présentes en matière de communication afin de définir le rôle que peuvent avoir le rythme, le volume, l’intonation, vitesse d’élocution, ou encore l’accent tonique que nous avons, en fonction de nos émotions, lorsque nous nous adressons à nos interlocuteurs. Elles se rapportent au paralangage, qui est une constituante non-verbale de la communication verbale. Lorsqu’un orateur prend la parole, celui-ci peut exprimer son état émotionnel au travers des critères, énoncés ci-dessus. En modifiant certains d'entre eux, ce dernier pourra donner au message exprimé un tout autre sens ou ressenti. Lorsqu’un orateur s’exprime de façon très lente, à une tonalité et un niveau sonore faibles, il est certainement dans un état calme. Au contraire, lorsqu’un orateur s’exprime très rapidement, à un niveau sonore et une tonalité élevés, en dégageant une extrême tension, celui-ci est probablement dans un état de colère.

## Idiosyncrasie
Les règles idiosyncrasiques, en matière de communication, énoncent quel champ lexical employer lorsque l’on s'adresse à d'autres individus. Le choix des mots est également ajusté en fonction des relations que les différents interlocuteurs entretiennent, en fonction du contexte et du contenu de la conversation, mais également, des différences culturelles qu'il pourrait y avoir entre les interlocuteurs. Le jargon est un exemple illustrant bien la façon dont un champ lexical peut être utilisé dans un contexte particulier, puisque c’est est un langage employé par des individus ou professionnels spécialisés. Médecins et avocats, par exemple, parlent le jargon qui est associé à leur secteur d'activité lorsqu'ils s'entretiennent avec un interlocuteur du même domaine professionnel. Alors, qu’au contraire, lorsqu’ils sont face à des patients ou clients, ces derniers s’adaptent pour éviter tout quiproquo ou incompréhension.